# 2,2′-Bipiridina
La 2,2′-bipiridina (bipy o bpy, pronunciado  /ˈbɪpiː/) es un compuesto orgánico con la fórmula(C
5H
4N)
2. Este sólido incoloro es un isómero importante de la familia de las bipiridinas. Es un ligando quelante bidentado, que forma complejos con muchos metales de transición. Los complejos de rutenio y platino de bipy exhiben una luminiscencia intensa.

## Preparación, estructura y propiedades generales
La 2,2'-bipiridina se preparó por primera vez mediante la descarboxilación de derivados metálicos divalentes de piridina-2-carboxilato:
2C
5H
4NCOO−
  →  (C
5H
4N)
2 + 2CO
2 + 2e−

Se prepara mediante la deshidrogenación de piridina utilizando níquel Raney:
2C
5H
5N  →  (C
5H
4N)
2 + H
2

### 2,2'-bipiridinas sustituidas
Las 2,2'-bipiridinas sustituidas asimétricamente se pueden preparar mediante una reacción de acoplamiento cruzado de reactivos de 2-piridilos y piridilos sustituidos.

## Estructura
Aunque la bipiridina a menudo se dibuja con sus átomos de nitrógeno en conformación cis, la conformación de menor energía tanto en estado sólido como en disolución es de hecho coplanar, con los átomos de nitrógeno en posición trans. La bipiridina monoprotonada adopta una conformación cis.

## Reacciones
La 2,2'-bipiridina produce complejos de coordinación múltiples. Se une a los metales como ligando quelante, formando un anillo quelato de 5 miembros.

### Ejemplos de complejos con el ligando bipy
- Mo(CO)4(bipy), derivado del Mo(CO)6.
- RuCl2(bipy)2,[8] un precursor útil para la síntesis de complejos de ligandos mixtos.
- [Ru(bipy)3]Cl2, un complejo luminiscente bien conocido.
- [Fe(bipy)3]2+, se utiliza en el análisis colorimétrico del hierro.

### Complejos de tris(bipiridina)
Estos complejos tienen tres moléculas de bipiridina coordinadas al mismo ion metálico; La fórmula se escribe como [M(bpy)3]n+ (donde M es un catión metálico, como Cr3+, Fe3+, Co3+, Ru2+, Rh+ y otros). Estas especies son hexacoordinadas, con estructura octaédrica; Son posibles dos isómeros ópticos, que se muestran en la siguiente figura:

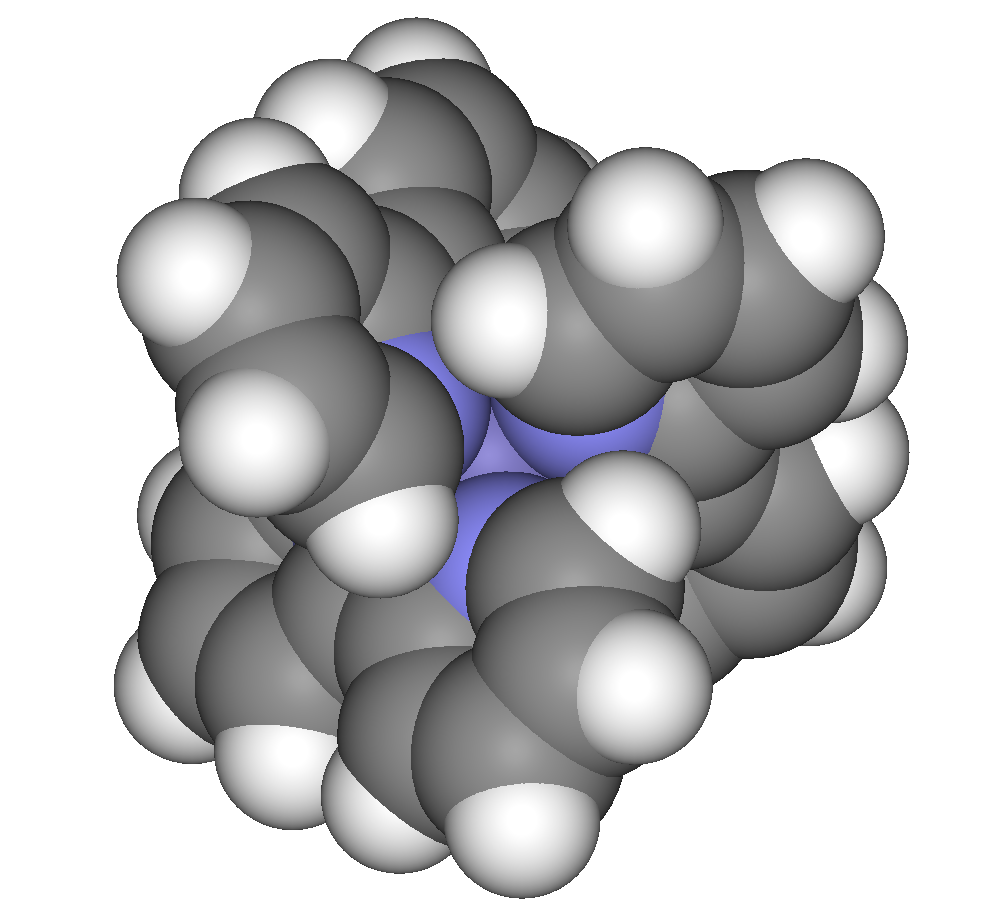
Vista tridimensional del complejo [Fe(bipy)_{3}]^{2+}.

Estos y otros complejos de metales de transición que contienen el ligando bipiridina son electroactivos, es decir, pueden oxidarse o reducirse fácilmente. Una técnica electroquímica ampliamente utilizada a este respecto es la voltamperometría cíclica. A menudo, se produce oxidación en el metal y reducción en el ligando bpy, con reacciones reversibles de un electrón. Por ejemplo:
[Ru2+(bpy)3]2+  ⇄  [Ru3+(bpy)3]3+ + e−              (La oxidación se produce en el metal.)
[Ru2+(bpy)3]2+ + e−  ⇄  [Ru2+(bpy)2(bpy− )]+      (La reducción se produce en el ligando)